# Gara Rîbnița
Gara feroviară din Rîbnița este o stație feroviară din partea nord-estică a Republicii Moldova, în prezent este controlată de către autoritățile separatiste din așa-numită „Republica Moldovenească Nistreană”. 
Gara a fost deschisă în 1893, după finalizarea construcției tronsonului de cale ferată Slobodka-Bălți-Lipcani.